# From Now On (EP)
From Now On ist die Debüt-EP der US-amerikanischen Rapperin Dreezy. Die EP wurde am 25. Dezember 2015 veröffentlicht. Sie wurde von Metro Boomin und 808's Mafia produziert.

## Hintergrund
Im April 2014 veröffentlichte sie einen Remix von dem Song Chiraq, welcher ursprünglich von Nicki Minaj und Lil Herb stammt. Im Dezember 2014 wurde bekannt, dass Sledge einen Vertrag bei Interscope Records unterschrieben hat.
Am 25. Dezember wurde die EP als Download veröffentlicht. Zuvor hatte Dreezy die EP bei Instagram angekündigt.

## Musikvideos
Zu den Songs Serena und From Now On sind Musikvideos auf Vevo und Youtube erschienen.

## Titelliste
| Nr.          | Titel                       | Länge |
| ------------ | --------------------------- | ----- |
| 1.           | Juice                       | 3:26  |
| 2.           | Money Printer               | 3:18  |
| 3.           | Serena (featuring Dej Loaf) | 3:53  |
| 4.           | Nonstop                     | 3:14  |
| 5.           | From Now On                 | 3:12  |
| Gesamtlänge: | Gesamtlänge:                | 17:03 |

## Chartplatzierungen
| ChartsChartplatzierungen       | Höchstplatzierung | Wochen |
| ------------------------------ | ----------------- | ------ |
| Vereinigte Staaten (Billboard) | 101 (2 Wo.)       | 2      |